# Sozialistische Reichspartei
Pour les articles homonymes, voir Parti nationaliste.
 (janvier 2018).
Si vous disposez d'ouvrages ou d'articles de référence ou si vous connaissez des sites web de qualité traitant du thème abordé ici, merci de compléter l'article en donnant les références utiles à sa vérifiabilité et en les liant à la section « Notes et références ».

Drapeau du Parti socialiste du Reich.

Le Sozialistische Reichspartei (SRP), littéralement le Parti socialiste du Reich, est un ancien parti politique allemand, créé en 1949 par des militants nazis exclus du DKP-DRP (Deutsche Reichspartei).
Actif principalement dans le Nord de l'Allemagne, il obtient quelques bons résultats électoraux en 1951 (11 % aux élections régionales en Basse-Saxe et 7,7 % à Brême) et compta jusqu'à 10 000 adhérents. Reprenant une part importante du programme du NSDAP, il a été interdit en 1952 par la Cour constitutionnelle de la RFA. Ses militants ont alors intégré d'autres partis dont le DP, le DRP et le FDP.

## Origine
Il a été créé le 2 octobre 1949 à Hamelin par Otto-Ernst Remer, ancien major général de la Wehrmacht qui avait joué un rôle essentiel dans la défaite du complot du 20 juillet, Fritz Dorls, ancien rédacteur du journal de la CDU en Basse-Saxe, et Gerhard Krüger (en), dirigeant de l'Union des étudiants allemands sous le Troisième Reich, après leur exclusion du DKP-DRP. Le SRP se voyait comme un héritier légitime du parti nazi ; la plupart des membres du parti étaient d'anciens membres du NSDAP. Sa fondation a été soutenue par Hans-Ulrich Rudel, ancien officier de la Luftwaffe.

## Idéologie
Le parti a déclaré que « le chancelier Konrad Adenauer était une marionnette américaine et que le grand amiral Karl Dönitz était le dernier président légitime du Reich allemand nommé par Adolf Hitler ». Il a nié l'existence de l'Holocauste, affirmé que les États-Unis avaient construit les fours à gaz du camp de concentration de Dachau après la guerre et que des films de camps de concentration avaient été falsifiés. Le SRP a également défendu l'Europe, dirigée par un Reich allemand réunifié, en tant que « troisième force » contre le capitalisme et le communisme. Elle a exigé la ré-annexion des anciens territoires allemands de l'Est et une « solution de la question juive ». Selon Karl Dietrich Bracher, « la propagande du PSR se concentrait sur un vague » socialisme « dans lequel les vieux nationaux-socialistes redécouvraient des slogans usés, ainsi que sur un nationalisme dont le championnat du Reich et de la guerre n'était qu'un prolongement à peine déguisé de l'idéologie de Lebensraum. ».
Selon Martin A. Lee, le SRP n'a jamais critiqué ouvertement l'Union soviétique parce que l’Union soviétique a financé le SRP en raison de ses vues anti-américaines et pro-soviétiques. Le Parti communiste allemand, en revanche, n'a pas reçu de fonds soviétiques parce qu'ils étaient considérés comme « inefficaces ». Remer aurait déclaré que si l'URSS envahissait l'Allemagne, il « montrerait le chemin du Rhin aux Russes » et que les membres du SRP « se posteraient comme des policiers de la circulation, déployant leurs armes pour que les Russes puissent se frayer un chemin à travers l'Allemagne dès que possible »,.

## Membres
Le SRP comptait environ dix mille membres. Les organisations affiliées étaient l'organisation paramilitaire du Reichsfront et l'organisation de jeunesse Reichsjugend, interdites par décision du ministre fédéral de l'Intérieur du 4 mai 1951. Le même jour, le gouvernement ouest-allemand décida de saisir la Cour constitutionnelle fédérale trouver le PÉR anti-constitutionnel et imposer une interdiction. Le 23 octobre 1952, conformément à l'article 21, paragraphe 2 de la loi fondamentale, le tribunal déclara la partie inconstitutionnelle, dissous, interdisait la création d'organisations remplaçantes, retirait tous les mandats du Bundestag et du Landtag et saisissait les avoirs de la partie (BVerfGE 2, 1). Au vu du verdict, les dirigeants du SRP avaient déjà déclaré la dissolution du parti le 12 septembre.